# Besnate
Besnate är en ort och kommun i provinsen Varese i regionen Lombardiet i Italien. Kommunen hade 5 596 invånare (2018).